# (32308) Sreyavemuri
(32308) Sreyavemuri est un astéroïde de la ceinture principale.

## Dénomination
Son nom honore Sreya Vemuri, finaliste d' Intel Science Talent Search (STS) 2016, un concours scientifique destiné aux étudiants de première année du secondaire, pour son projet de physique. Elle était élève au Carmel High School à Carmel, à New York.

## Description
(32308) Sreyavemuri est un astéroïde de la ceinture principale. Il fut découvert le 26 août 2000 à Socorro par le projet LINEAR. Il présente une orbite caractérisée par un demi-grand axe de 2,64 UA, une excentricité de 0,14 et une inclinaison de 8,4° par rapport à l'écliptique.

## Compléments